# Copa de España de Ciclismo Adaptado
La Copa de España de Ciclismo adaptado es una competición ciclista que se disputa en España en la que se engloban, a partir de 2017, todas las categorías del ciclismo adaptado, ya que anteriormente, desde 2014, existía solo la Copa de España de HandBike.
Esta competición aúna en una clasificación una serie de pruebas de una sola etapa, normalmente tipo Criterium, en las que se otorgan una serie de puntos en función de la posición final de la prueba. En esta competición participan los ciclistas adaptados con licencia española, si bien en las pruebas pueden participar ciclistas de otras nacionalidades que no cuentan para la general de la Copa de España de Ciclismo adaptado.
En la actualidad existe la Copa de España de Ciclismo Profesional para ciclistas y equipos españoles del calendario de ciclismo profesional de España realizado por la Real Federación Española de Ciclismo.
Las pruebas de la Copa de España de Ciclismo adaptado tienen el siguiente sistema de puntuación:
| Posición | Puntos |
| -------- | ------ |
| 1º       | 60     |
| 2º       | 54     |
| 3º       | 49     |
| 4º       | 45     |
| 5º       | 41     |
| 6º       | 37     |
| 7º       | 33     |
| 8º       | 30     |
| 9º       | 28     |
| 10º      | 26     |

Las Copas de Ciclismo adaptado constan normalmente de entre 6 y 10 carreras que se celebran en diferentes localidades. Siempre se disputan en fin de semana para facilitar el desplazamiento de corredores y logística al lugar de la prueba.
Están organizadas por diferentes clubes y organizaciones siempre bajo la tutela de la Federación Española de Ciclismo.(RFEC)

## Carreras
2017
- Tomelloso - Ciudad Real
- Jerez de la Frontera - Cádiz
- Lorca - Murcia
- Puerto de Mazarrón - Murcia
- Águilas -Murcia

2018
- Tomelloso - Ciudad Real
- Arcas (Cuenca) - Cuenca
- Torre Pacheco - Murcia
- Los Corrales de Buelna - Cantabria
- Cheste - Valencia
- Mazarrón - Murcia
- Águilas -Murcia
- Badajoz - Badajoz

2019
- Tomelloso - Ciudad Real
- Cuevas del Almanzora - Almería
- La Aparecida - Orihuela - Alicante
- Vivero - Lugo
- Badajoz - Badajoz
- Valle de Trapaga - Vizcaya
- Cheste - Valencia
- Mazarrón - Murcia
- Puerto Lumbreras - Murcia

2021
- Badajoz - Badajoz
- Vivero - Lugo
- Tarancón (Cuenca) - Cuenca
- - Ciudad Real
- Cheste - Valencia
- Puerto Lumbreras - Murcia

2022
- Cuevas del Almanzora - Almería
- Ciudad Real - Ciudad Real
- Bembibre - Castilla y León
- Ceutí -  Murcia
- Molina de Segura -  Murcia

2023
- Molina de Segura -  Murcia
- Ceutí -  Murcia
- Bembibre - Castilla y León
- A Laracha - La Coruña

2024
- Ponferrada - Castilla y León
- Ceutí -  Murcia
- A Laracha - La Coruña

## Palmarés
2017
| Categoría | 1º Puesto                | 2º Puesto                  | 3º Puesto                  |  | Categoría | 1º Puesto             | 2º Puesto            | 3º Puesto                |
| --------- | ------------------------ | -------------------------- | -------------------------- |  | --------- | --------------------- | -------------------- | ------------------------ |
| MC1       | Carlos Sarrias           | Ricardo Ten                | Juan Jose Mendez Fernandez |  | MH1       | Luis Doramás Pérez    | Alejandro García     | Juan José Camacho        |
| MC2       | Maurice Far Eckhard      | Antonio García Martínez    | Ricardo Marín              |  | MH2       | Luis Adanero          | Luis Miguel Giner    | Jose Ángel Aceitón       |
| MC3       | Carlos Perona            | Juan Emilio Gutiérrez      | Joan Dot                   |  | MH3       | Alfonso Ruiz          | Mario Santiago       | Israel Rider             |
| MC4       | Daniel Miñana            | César Neira Pérez          | Modesto Vicente Pascual    |  | MH4       | Martín Berchesi       | Luis Miguel Marquina | Manuel Fernandez Manzano |
| MC5       | Manuel Moyano            | Rubén Tanco                | Alfonso Postigo Armendariz |  | MH5       | Francisco Tamarit     | Pedro Gómez          | Alejandro Coto           |
| MT1       | Gonzalo García           | Juan Manuel Broch          | Iván Bragado               |  | WH2       | Lydia Ramos           | -                    | -                        |
| MT2       | -                        | -                          | -                          |  | WH3       | Beatriz Espuig        | -                    | -                        |
| WB        | Rosana LópezNoelia Murla | Sara LunaRosa Varela       | Belinda López Nuria Pinar  |  | WH4       | Milagros López Vernet | María Matilla        | María Victoria Cañada    |
| MB        | Félix MartínRubén Guerra | Carlos GonzálezNoel Martín | Adolfo Bellido -           |  | WH5       | Marta Escobar         | Pilar Montoya        | Isabel Fernandez         |

2018
| Categoría | 1º Puesto           | 2º Puesto              | 3º Puesto                  |  | Categoría | 1º Puesto             | 2º Puesto         | 3º Puesto            |
| --------- | ------------------- | ---------------------- | -------------------------- |  | --------- | --------------------- | ----------------- | -------------------- |
| MC1       | Carlos Sarrias      | Ricardo Ten            | Juan Jose Mendez Fernandez |  | MH1       | Alejandro García      | Juan José Camacho |                      |
| MC2       | Maurice Far Eckhard | Oskar Garro            | Alfredo Irusta Sampedro    |  | MH2       | Luis Adanero          | Luis Miguel Giner | Andrés Rafael Urbano |
| MC3       | Carlos Perona       | Joan Dot               | Oskar Higuera              |  | MH3       | Sergio Pozos Pérez    | Alfonso Ruiz      | Israel Rider         |
| MC4       | José Manuel Dosdad  | Ramón González Melo    | Manuel Parrón Villodre     |  | MH4       | Juan José Arroyo      | Ángel Martí Gómez | Luis Miguel Marquina |
| MC5       | Rubén Tanco         | Manuel Moyano          | Alfonso Postigo Armendariz |  | MH5       | Francisco Tamarit     | José Vicente Arzó | Iván Manoel Montero  |
| MT1       | Gonzalo García      | Juan Manuel Broch      | Aitor Garciarena           |  | WH2       | Natalia Vitoria Sifre | Lydia Ramos       | -                    |
| MT2       | -                   | -                      | -                          |  | WH3       | Eva María López Roso  | -                 | -                    |
| WB        | Sara Luna           | Rosana López           | -                          |  | WH4       | Milagros López Vernet | Ione Basterra     | Pilar Montoya López  |
| MB        | Rubén Capdevilla    | Carlos González García | Jose Galiano Cruz          |  | WH5       | -                     | -                 | -                    |

2019
| Categoría | 1º Puesto                      | 2º Puesto                        | 3º Puesto               |  | Categoría | 1º Puesto             | 2º Puesto                       | 3º Puesto                |
| --------- | ------------------------------ | -------------------------------- | ----------------------- |  | --------- | --------------------- | ------------------------------- | ------------------------ |
| MC1       | Carlos Sarrias                 | Carlos Javier Mozos Perez        | Ricardo Ten             |  | MT1       | Gonzalo García        | Aitor Garciarena                | -                        |
| MC2       | Antonio García Martínez        | Raul Vallinot Molina             | Alfredo Irusta Sampedro |  | MH1       | Juan José Camacho     | Alejandro García Navarro        | -                        |
| MC3       | Carlos Perona                  | Luis Javier Arceaga Castillo     | Pedro Sánchez Migallón  |  | MH2       | Luis Miguel Giner     | Luis Adanero                    | Andrés Rafael Urbano     |
| MC4       | José Manuel Dosdad             | Xoxe Manuel Vazquez Infante      | Jorge Orejón Miguel     |  | MH3       | Alfonso Ruiz Moreno   | Johannes Bertus Van der Heijden | Sergío Pozos Pérez       |
| MC5       | Rubén Tanco                    | Francisco Miguel Castelló Moreno | Manuel Pérez Martín     |  | MH4       | Martín Berchesi       | Luis Alberto Santamaría Alonso  | Manuel Fernandez Manzano |
| WC4       | Carmen de Felipe Lozano        |                                  | -                       |  | MH5       | Iván Manoel Montero   | Francisco Tamarit               | José Rojas Clares        |
| WC5       | Myrian Martinez Caballero      | Josefina Guimarey                | -                       |  | WH2       | Natalia Vitoria Sifre | -                               | -                        |
| WB        | Inmaculada Concepción Martinez | Josefa Benítez Guzmán            | Rosana López Codesal    |  | WH3       | Eva María López Roso  | -                               | -                        |
| MB        | Felix Martín Gómez             | Raul Chorro Juan                 | Jose Galiano Cruz       |  | WH4       | Milagros López Vernet | Marta Escobar                   | Pilar Montoya Lopez      |

2021
| Categoría | 1º Puesto                      | 2º Puesto                    | 3º Puesto                   |   | Categoría | 1º Puesto                      | 2º Puesto                    | 3º Puesto                     |
| --------- | ------------------------------ | ---------------------------- | --------------------------- | - | --------- | ------------------------------ | ---------------------------- | ----------------------------- |
| MC1       | Carlos Sarrias                 | Carlos Javier Mozos Perez    | Ricardo Ten                 |   | MT1       | Gonzalo García                 | Juan Manuel Broch            | -                             |
| MC2       | Antonio García Martínez        | Maurice Far Eckhard          | Pablo Gonzalez Leal         |   | MH1       | Juan José Camacho              | Alejandro Gastón Arceiz      | -                             |
| MC3       | Carlos Perona                  | Luis Javier Arceaga Castillo | Alejandro Montero Campanero |   | MH2       | Andrés Rafael Urbano           | Juan José Muñoz Torres       | Angel Plácido Lopez Fernandez |
| MC4       | Gillermo Prieto Hortelano      | José Manuel Dosdad           | Jorge Orejón Miguel         |   | MH3       | Isaac Mateos Rodríguez         | Sergío Pozos Pérez           | Alfonso Ruiz Moreno           |
| MC5       | Rubén Tanco                    | Manuel Pérez Martín          | Rubén Parada Ruiz           |   | MH4       | Luis Alberto Santamaría Alonso | Miguel Ángel Sabalaga Rivera | Vicente Yanguez Santalla      |
| WC4       | Carmen de Felipe Lozano        | -                            | -                           |   | MH5       | Iván Manoel Montero            | Luis Costa                   | -                             |
| WC5       | Josefina Guimarey              | Jennifer Feijoo García       | Myrian Martinez Caballero   | - | WH2       | Natalia Vitoria Sifre          | -                            | -                             |
| WB        | Inmaculada Concepción Martinez | Ana Silva                    | -                           |   | WH3       | Eva María López Roso           | -                            | -                             |
| MB        | Felix Martín Gómez             | Rubén Capdevilla Miravent    | Miguel Herraiz García       |   | WH4       | Pilar Montoya Lopez            | Milagros López Vernet        | María Matilla Vals            |

2022
| Categoría | 1º Puesto                      | 2º Puesto                 | 3º Puesto                   |  | Categoría | 1º Puesto                       | 2º Puesto                | 3º Puesto                     |
| --------- | ------------------------------ | ------------------------- | --------------------------- |  | --------- | ------------------------------- | ------------------------ | ----------------------------- |
| MC1       | Carlos Sarrias                 | Carlos Javier Mozos Perez | Ricardo Ten                 |  | MT1       | Gonzalo García                  | -                        | -                             |
| MC2       | Jaime Villalba Martín          | Maurice Far Eckhard       | Paulino Fernandez Parra     |  | MH1       | Juan José Camacho               | -                        | -                             |
| MC3       | Luis Javier Arceaga Castillo   | Carlos Perona             | Alejandro Montero Campanero |  | MH2       | Juan José Muñoz Torres          | Andrés Rafael Urbano     | Angel Plácido Lopez Fernandez |
| MC4       | Pedro Sanchez Migallón         | Jorge Orejón Miguel       | Gillermo Prieto Hortelano   |  | MH3       | Johannes Bertus van Der Heijden | Sergío Pozos Pérez       | Luis Miguel Garcia Marquina   |
| MC5       | Luis Anderson Prieto           | Sergio Arques Hernández   | Manuel Pérez Martín         |  | MH4       | Vicente Yanguez Santalla        | Manuel Fernandez Manzano | Juan Blázquez Menéndez        |
| WC2       | Jennifer Feijoo García         | -                         | -                           |  | MH5       | Iván Manoel Montero             | -                        | -                             |
| WC4       |                                | -                         | -                           |  | WH1       | Manuela Vos                     | -                        | -                             |
| WC5       | Josefina Guimarey              | -                         | -                           |  | WH2       | Natalia Vitoria Sifre           | -                        | -                             |
| WB        | Inmaculada Concepción Martinez | -                         | -                           |  | WH3       | Eva María López Roso            | Renata Kaluza            | -                             |
| MB        | Rubén Capdevilla Miravent      | -                         | -                           |  | WH4       | Pilar Montoya Lopez             | María Matilla Vals       |                               |
| -         | -                              | -                         | -                           |  | WT2       | Erika Gonzalez Sanz             | -                        | -                             |

2023
| Categoría | 1º Puesto                            | 2º Puesto                    | 3º Puesto               |  | Categoría | 1º Puesto                       | 2º Puesto                     | 3º Puesto                        |  |
| --------- | ------------------------------------ | ---------------------------- | ----------------------- |  | --------- | ------------------------------- | ----------------------------- | -------------------------------- |  |
| MC1       | Carlos Javier Mozos Perez            | -                            | -                       |  | MT1       | -                               | -                             | -                                |  |
| MC2       | Oskar Garro                          | Paulino Fernandez Parra      | Jaime Villalba Martín   |  | MH1       | -                               | -                             | -                                |  |
| MC3       | Alejandro Montero Campanero          | Luis Javier Arceaga Castillo | Carlos Perona           |  | MH2       | Juan José Muñoz Torres          | Angel Plácido Lopez Fernandez | -                                |  |
| MC4       | Juan de Farago Botella               | Pedro Sanchez Migallón       | Jorge Orejón Miguel     |  | MH3       | Johannes Bertus van Der Heijden | Javier González Lorente       | Francisco Javier Martín González |  |
| MC5       | Francisco Javier Margarit Barrachina | Manuel Perez Martín          | Sergio Arques Hernández |  | MH4       | Juan Blázquez Menéndez          | Manuel Fernandez Manzano      | Alfonso Suárez Verde             |  |
| WC2       | Jennifer Feijoo García               | -                            | -                       |  | MH5       | Iván Manoel Montero             | -                             | -                                |  |
| WC4       |                                      | -                            | -                       |  | WH1       | -                               | -                             | -                                |  |
| WC5       | Rosa Mª Sansaloni Vercher            | Josefina Guimarey            | -                       |  | WH2       | Natalia Vitoria Sifre           | -                             | -                                |  |
| WB        | Inmaculada Concepción Martinez       | -                            | -                       |  | WH3       | Eva María López Roso            | María José Pose Santos        | -                                |  |
| MB        | Nacho Rodrigo Canto                  | Rubén Capdevilla Miravent    | Julio Rodrigo García    |  | WH4       | María Matilla Vals              | Milagros López Vernet         |                                  |  |
| -         | -                                    | -                            | -                       |  | WT2       | -                               | -                             | -                                |  |

- Datos: Q47494576